# Alianza Bravo Pueblo
Alianza Bravo Pueblo (Kürzel: APB) ist eine sozialdemokratische politische Partei in Venezuela. APB wurde im Jahr 2000 von Antonio Ledezma gegründet. Die Partei gehört zum venezolanischen Wahlbündnis Mesa de la Unidad Democrática (MUD). 